# 曲折金字塔
曲折金字塔（英語：Bent Pyramid）是位於埃及代赫舒爾的金字塔，為埃及第四王朝法老斯尼夫魯時期（約公元前2613至公元前2589年在位）所建造。曲折金字塔在人類建築歷史和埃及金字塔研究中都有著極為重要的意義。
這座金字塔的奇特造型是因為在此塔修建到接近半程的時候由於某些未知的原因（有研究認為是因整座金字塔本身就是建立在一塊不穩定的基岩之上所導致），金字塔內部出現大範圍的結構損壞，使得原先的計劃不可能完成。斯尼夫魯選擇將已經完成的塔身部份四邊向外繼續擴展50英尺，然後繼續向上收窄至完成此塔。曲折金字塔是斯尼夫魯的第二座金字塔，也是他在距完成人類歷史上第一個真金字塔——紅金字塔的最後一步。
金字塔的低層部分與地面為55°27，而上層部分則收窄為43°22，令整座建築呈現出彎曲的外表。
2019年7月13日，曲折金字塔內部墓室向遊客開放

## 外部連結
- （英文）曲折金字塔內部的介紹（页面存档备份，存于）